# طاليس
طاليس الملطي (نحو 624 - نحو 546 ق.م) هو رياضياتي وعالم فلك وفيلسوف يوناني من المدرسة الأيونية، وهو أحد «الحكماء السبعة» عند اليونان.
وهو من قال بأن الماء أصل كل شيء، واكتشف عدداً من النظريات الهندسية. رفض الأخذ بالخرافات والأساطير، وقيل أنه تنبأ بكسوف الشمس الكامل الذي حدث في 28 أيار من عام 585 قبل الميلاد. كما حاول تحديد الأفلاك السماوية بالنسبة للأرض، فجعل النجوم أقربها إلى الأرض، ثم القمر وبعده الشمس.
اعتبره الكثيرون، وخصوصًا أرسطو، الفيلسوف الأول في التقليد اليوناني، وعُرف تاريخيًا أنه أول فرد في الحضارة الغربية يُفكر بالفلسفة العلمية ويُشارك فيها.
يُعرف طاليس بابتعاده عن استخدام الأساطير لشرح العالم والكون، وشرح الأشياء والظواهر الطبيعية بدلًا من ذلك من خلال النظريات والفرضيات الطبيعانية، في مقدمة للعلوم الحديثة. تبعه جميع فلاسفة ما قبل سقراط تقريبًا في شرح الطبيعة باعتبارها مشتقة من وحدة الكل شيء المستندة على وجود مادة نهائية واحدة، بدلًا من استخدام التفسيرات الأسطورية. اعتبره أرسطو مؤسس المدرسة الأيونية وذكر فرضية طاليس التي تقول إن المبدأ المنشئ للطبيعة وطبيعة المادة هو مادة جوهرية واحدة: الماء.
في الرياضيات، استخدم طاليس الهندسة لحساب ارتفاعات الأهرامات وبُعد السفن عن الشاطئ. وهو أول شخص معروف يستخدم المنطق الاستنباطي ويُطبقه على الهندسة، وذلك باشتقاقه أربع بديهيات لمبرهنة طاليس. وهو أول شخص معروف يُنسب إليه اكتشاف رياضي.

## حياته
على الأرجح ولد طاليس في مدينة ملطية قرابة منتصف العقد قبل الأخير من القرن السابع قبل الميلاد،  وهو ما قدَّره أبولودورس الأثيني في القرن الثاني قبل الميلاد، وتعود أصوله البعيدة إلى فينيقيا كما نقل هيرودتس في القرن الخامس قبل الميلاد، وأصوله الفينيقية هي ما دفعت تيم وايتمارش إلى الاعتقاد أن سبب تسميته «طاليس» هو إيمانه أنَّ الماء هو الشكل النقي للمادة، بينما «ثال» أو «طال» كما تُنقل إلى العربيَّة تعني ماءً في اللغة الفينيقية. ترجمة طاليس المعروفة من المصادر التأريخية خالية من التواريخ العددية، وهذا لم يمنع المؤرخين من تقدير الأعوام استناداً على أحداث معروفة التاريخ وعلاقتها بالفيلسوف، ذكر هيرودتس مثلاً أنَّ طاليس استطاع التنبؤ بالكسوف الشمسي في 28 مايو 585 ق.م، ونقل ديوجانس اللايرتي عن إرخ أبولودورس الأثيني أنَّ طاليس توفِّي عن عمر 78 عاماً في الأولمبياد الثامن والخمسين، الذي يوافق من مصادر أخرى عامي 548 و545 ق.م، وعزى موته إلى ضربة شمسيَّة أثناء مشاهدة الألعاب.
كتب ديوجانس اللايرتي في «حياة الفلاسفة» نقلاً عن هيرودتس أنَّ ديوريس وديمقريطس اتفقا أنَّ طاليس هو ابن إكزامياس وكليوبولينا وينتمي كلاهما إلى عائلة نبيلة من أصول فينيقيَّة استقرَّت أولاً في مدينة طيبة. يحمل أبوه اسماً من أصول كاريانيَّة، بينما تحمل أمَّه اسماً من أصول إغريقية. لكنَّ أغلبيَّة الكتاب يقدِّمونه كمواطن ميليتي كما ذكر دياجونس. في مصادر أخرى ذُكِرت كليوبولينا كمرافقته بدلاً من أمِّه. تتضارب المصادر حول زواجه، فتنص إحداها أنَّه أنجب ابناً، وتقول أخرى أنَّ ابنه هو في الواقع ابن أخيه/اخته بعد أن تبنَّاه وأنَّه لم يتزوج طيلةَ حياته.
احترف طاليس التجارة، وزار مصر في إحدى فترات حياته، وتعلَّم هناك الهندسة الرياضيَّة. مساهمات طاليس في الهندسة الرياضيَّة موثَّقة جيداً، وهو ما يجعله أوَّل رياضيّ إغريقي معروف، وهناك من المؤرخين الإغريق من عدَّه كذلك، في مقابل من يشير إلى شخصيات أخرى تسبقه في التاريخ ويُزعم مساهماتها في هذا العلم، لكن تظل هذه المزاعم مشكوكة في أمرها دون إشارة أكيدة إلى طبيعة الأعمال المنجزة. من أعمال المؤرخين والعلماء الإغريق نعلم أنَّ طاليس قدم مساهمات في مجالات عديدة من ضمنها الهندسة التطبيقية، ولا نعلم عن أي أعمال كاملة ألفها طاليس، وكانت هناك شكوك أنَّه مؤلف «في الانقلاب الشمسي» و«في الاعتدال الشمسي» و«دليل الإبحار النجمي» لكن تم دحض هذه الشكوك منذ العصور القديمة. اقتبس دياجونس في عمله المذكور سابقاً رسائل من تأليف طاليس، إحداها موجَّه إلى فيريسيدس من سيروس يعرض عليه مراجعة كتابه حول الدين، ورسالةً أخرى إلى سولون يعرض عليه مصاحبته في رحلةٍ إلى أثينا، وهذا جلّ ما وصل إلينا من تأليفه مباشرةً.
يُقال أن طاليس حصل على ثروته من حصاد الزيتون بفضل توقعاته المناخيّة الصائبة، وفي إحدى السنين اشترى كلَّ بذور الزيتون بعد توقُّعه مناخاً ملائماً لحصاد الزيتون في تلك السنة، وذكر أرسطو أن غرضه من ذلك ليس الثروة وإنما ليثبت للمواطنين أنَّ الفلسفة لها فائدة عملية وليس كما يظنُّ العامَّة. وفقاً لديوجانس أيضاً عمل طاليس مستشاراً للمدينة، ونصح بتجنَّب صراعاً عسكرياً مع ليديا، وهو ما فسَّره بعض المؤرخين حلفاً بين المدينتين.[بحاجة لمصدر] ونسب هيرودتس إليه روايةً شكَّك هو في صحتها عن تمكينه الجيش الذي أرسله كرويسوس ملك ليديا من عبور نهر هاليس (نهر قيزيل إرماك) عن طريق حفر مسار بديل للنهر قرب منبعه.

### الفلك
وفقًا لهيرودوت، توقع طاليس كسوف الشمس الحاصل في 28 مايو 585 قبل الميلاد. وصف طاليس أيضًا موقع كوكبة الدب الأصغر، واعتقد أن هذه كوكبة قد تكون مفيدة كدليل للملاحة في البحر. حسب مدة السنة وتوقيتات الاعتدال والانقلاب الشمسي. يُنسب إليه أيضًا الرصد الأول للقلائص وحساب موضع الثريا. يشير فلوطرخس إلى وجود عمل، علم الفلك، في عصره (نحو 100 م) مكتوب في أبيات شعرية ومنسوب إلى طاليس.

كتب هيرودوت أنه في السنة السادسة من الحرب، خاض الليديون تحت قيادة الملك ألياتس والميديون تحت قيادة سياخريس معركة غير حاسمة تحول في أثنائها النهار فجأةً إلى ليل، ما أدى إلى وقف كلا الطرفين القتال والتفاوض على اتفاقية سلام. يذكر هيرودوت أيضًا أن طاليس تنبأ بزوال ضوء النهار. لكنه لم يذكر مكان المعركة.
بعد ذلك، بسبب رفض ألياتس التخلي عن ملتمسي حمايته عندما طالب بهم سياخريس، اندلعت الحرب بين الليديين والميديين، واستمرت لخمس سنوات، بانتصارات متفاوتة. خلال ذلك، حقق الميديون انتصارات عديدة على الليديين، وحقق الليديون انتصارات عديدة على الميديين. وشملت كانت معاركهم الأخرى اشتباك ليلي واحد. ولكن، لم يميل الميزان لصالح أي من الأمتين، إذ وقعت معركة أخرى في السنة السادسة، وتحول في أثنائها، عند احتدام المعركة، النهار فجأةً إلى ليل. كان طاليس، الملطي، قد تنبأ بهذا الحدث، وحذر الأيونيين منه، وحدد لهم العام الذي حدث فيه بالفعل. عندما لاحظ الميديون والليديون التغيير، أوقفوا القتال، وحرصوا على الاتفاق على شروط السلام.
ولكن، وفقًا لقائمة الملوك الميديين ومدة حكمهم التي ذكرها هيرودوت في مكان آخر، فقد توفي سياخريس قبل 10 سنوات من الكسوف.

### حكمته
يخبرنا ديوجانس اللايرتي أن الحكماء السبعة قد مُثلوا في أرخونية داماسيوس في أثينا نحو 582 قبل الميلاد وكان طاليس أول حكيم. لكن تؤكد القصة نفسها أن طاليس هاجر إلى ميليتوس. وتذكر قصة أُخرى أيضًا أنه لم يصبح طالبًا في الطبيعة إلا بعد مسيرته السياسية. ولكن رغم رغبتنا الشديدة في الحصول على تاريخ للحكماء السبعة، يجب أن نرفض هذه القصص والتاريخ المغري إذا أردنا أن نصدق أن طاليس كان من مواليد ميليتوس، وتنبأ بالكسوف، وكان مع كرويسوس في الحملة ضد كورش.
تلقى طاليس دروسه من كاهن مصري. كان من المؤكد إلى حدٍ ما أنه من عائلة ثرية عريقة، من طبقة وفرت عادةً تعليمًا عاليًا لأطفالها. إذ لم يكن بإمكان المواطن العادي، ما لم يكن بحارًا أو تاجرًا، تحمل تكاليف جولة كبرى في مصر، ولا التعاون مع المشرعين النبلاء مثل سولون.[بحاجة لمصدر]
يروي ديوجانس اللايرتي في كتابه حياة الفلاسفة البارزين، الفصل 1.39، عدة قصص عن شيء ثمين يُعطى للشخص الأكثر حكمة. في إحدى الرويات (التي ينسبها اللايرتي إلى كاليماخوس في كتابه إيامباكس)، يقول باتيكليس الأركادي في وصيته إن الإناء الثمين «يجب أن يُعطى لمن فعل الخير بحكمته». لذلك أُعطي لطاليس، ومُرر إلى جميع الحكماء، وعاد إلى طاليس مرة أخرى. لذا أرسله طاليس إلى معبد أبولو في ديديما، مع هذا الإهداء... «طاليس الملطي، ابن إكزامياس إلى دلفينيان أبولو بعد الفوز بالجائزة مرتين من جميع اليونانيين».

## نظرياته
استند الإغريق الأوائل، والحضارات الأخرى التي سبقتهم، غالبًا إلى التفسيرات الفرادية للظواهر الطبيعية بالإشارة إلى إرادة الآلهة والأبطال المجسّمين. هدف طاليس بدلًا من ذلك إلى شرح الظواهر الطبيعية من خلال فرضيات عقلانية تشير إلى العمليات الطبيعية نفسها. افترض مثلًا أن الزلازل كانت نتيجة اندفاعات خارقة للطبيعة، أوضحها طاليس بافتراض أن الأرض تطفو على الماء وأن الزلازل تحدث عندما تهز الأمواج الأرض.
كان طاليس من أتباع مذهب حيوية المواد (اعتقد أن المادة حية، أي تحتوي على روح (أرواح)). كتب أرسطو (عن الروح 411 أ 7-8) عن طاليس: ...اعتقد طاليس أن كل الأشياء مليئة بالآلهة. افترض أرسطو أصل فكر طاليس حول امتلاك المادة أرواحًا عمومًا، فكر طاليس في البداية في حقيقة، بسبب تحريك المغناطيس الحديد، أن حركة المادة تشير إلى أن هذه المادة حية.